# Митрофановка (Томская область)
Митрофановка — деревня в Асиновском районе Томской области России. Входит в состав Новокусковского сельского поселения.

## География
Деревня находится в южной части Томской области, в пределах юго-восточной части Западно-Сибирской равнины, на правом берегу реки Кужербак (приток реки Чулым), на расстоянии примерно 30 километров (по прямой) к северо-западу от города Асино, административного центра района. Абсолютная высота — 130 метров над уровнем моря.

## История
Деревня была основана в 1856 году.
В 1911 году в деревне Митрофановка, относившейся к Ново-Кусковской волости Томского уезда, имелось 95 дворов и проживало 500 человек (245 мужчин и 255 женщин). Действовали церковь, церковно-приходская школа грамоты,, хлебозапасный магазин, казённая винная и мелочная лавки.

По данным 1926 года в селе Митрофаново имелось 134 хозяйства и проживало 611 человек (в основном — русские). Функционировала школа I ступени, изба-читальня и лавка общества потребителей. В административном отношении Митрофаново являлось центром сельсовета Ново-Кусковского района Томского округа Сибирского края.

## Население
| 1926 | 1939 | 1959 | 1970 | 1979 | 1989 | 2002 |
| ---- | ---- | ---- | ---- | ---- | ---- | ---- |
| 611  | ↘448 | ↘284 | ↘219 | ↘139 | ↘76  | ↘65  |
| 2010 | 2012 | 2013 | 2014 | 2015 | 2019 | 2021 |
| ↘41  | ↘40  | →40  | ↘36  | ↘33  | ↘27  | ↘21  |

Гендерный состав
По данным Всероссийской переписи населения 2010 года в гендерной структуре населения мужчины составляли 48,8 %, женщины — соответственно 51,2 %.
Национальный состав
Согласно результатам переписи 2002 года, в национальной структуре населения русские составляли 94 % из 65 чел.

## Улицы
Уличная сеть деревни состоит из одной улицы (ул. Центральная).